# Língua caluyanon
O Caluyanon é uma língua regional do ramo das Visayanas Ocidentais falada nas ilhas Caluya, província Antique, Filipinas; A maioria dos falantes usa | Ilhas Caluya]] em  Antique nas Filipinas . A maioria de seus oradores usa a língua Kinaray ou Hiligaynon como segunda língua.

## Amostra de texto
Pai Nosso
Kabay na mabot en timpo na magdumala ka ta tanan na mga ittaw. Kabay na mga ittaw ta kalibutan i magtuman ta imo na kabebet-en na paryas naan ta langit patuman imo na kabebet-en. Tagan no kami i ta ame na kinanglan na pagkaan ta anduni na adlaw. Patawaren no kami i ta ame na mga sala paryas na napatawad nay man mga kasala an ki kami. Tabangan kay no na dili kay madala ta mga tintar. Luwasen kay no ki Satanas. Yi ame na pangamuyo tak kaon Ari Na Makagagaem daw dayawen ka ta ula katapusan.